# Relación de marchas

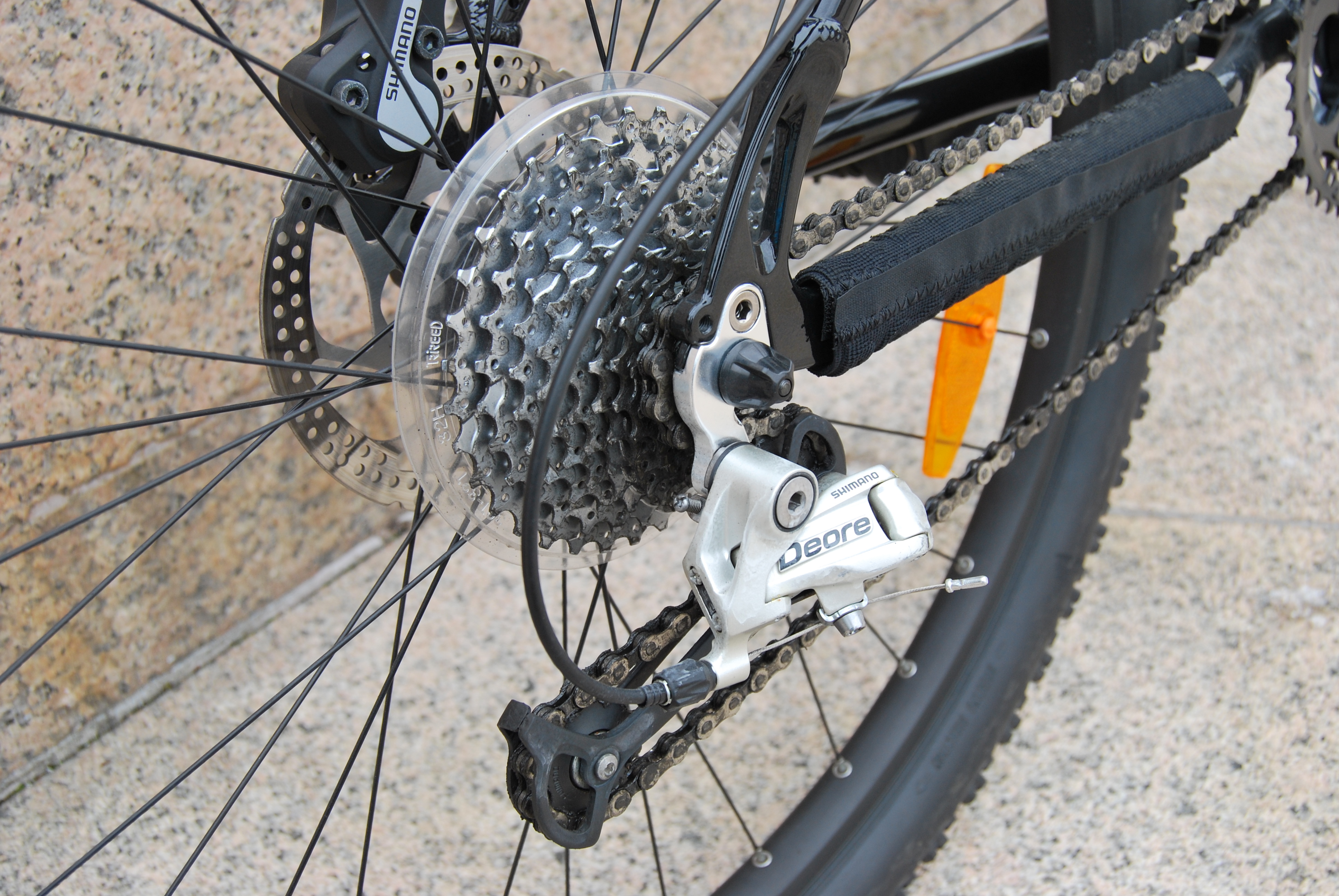
Piñón de 9 velocidades y desviador trasero.

La relación de marchas o «razón de cambio» (proporción entre plato y piñón), se refiere a la velocidad a la que las piernas del ciclista dan vueltas en comparación con la velocidad a la que giran las ruedas.
Un cambio, como una palanca, es un medio para variar el ritmo al que se realiza el trabajo. A este ritmo de variación se le denomina «razón de cambio». En una bicicleta, esta razón viene determinada por los tamaños relativos de los platos y las coronas. Como ejemplo, en el sistema de medición de «desarrollo métrico», con un plato de 52 dientes (D), una vuelta completa de las bielas hará girar cuatro veces una rueda con una corona de 13 dientes (D), (la razón es de 4:1), mientras que un plato de 28 D hará girar una vez una rueda con una corona de 28 D (la razón es de 1:1). Una combinación de 52/13 D es grande y proporciona velocidad, mientras que una combinación de 28/28 D es baja y proporcionará fuerza para subir cuestas, aunque sea lentamente.
Como las piernas de los ciclistas son más eficientes en una extensión estrecha de velocidades de pedaleo (cadencia), una relación de marchas con el equipamiento de una transmisión variable ayuda al ciclista a mantener una velocidad de pedaleo óptima mientras circula por terrenos variados.

## Midiendo la relación de marchas

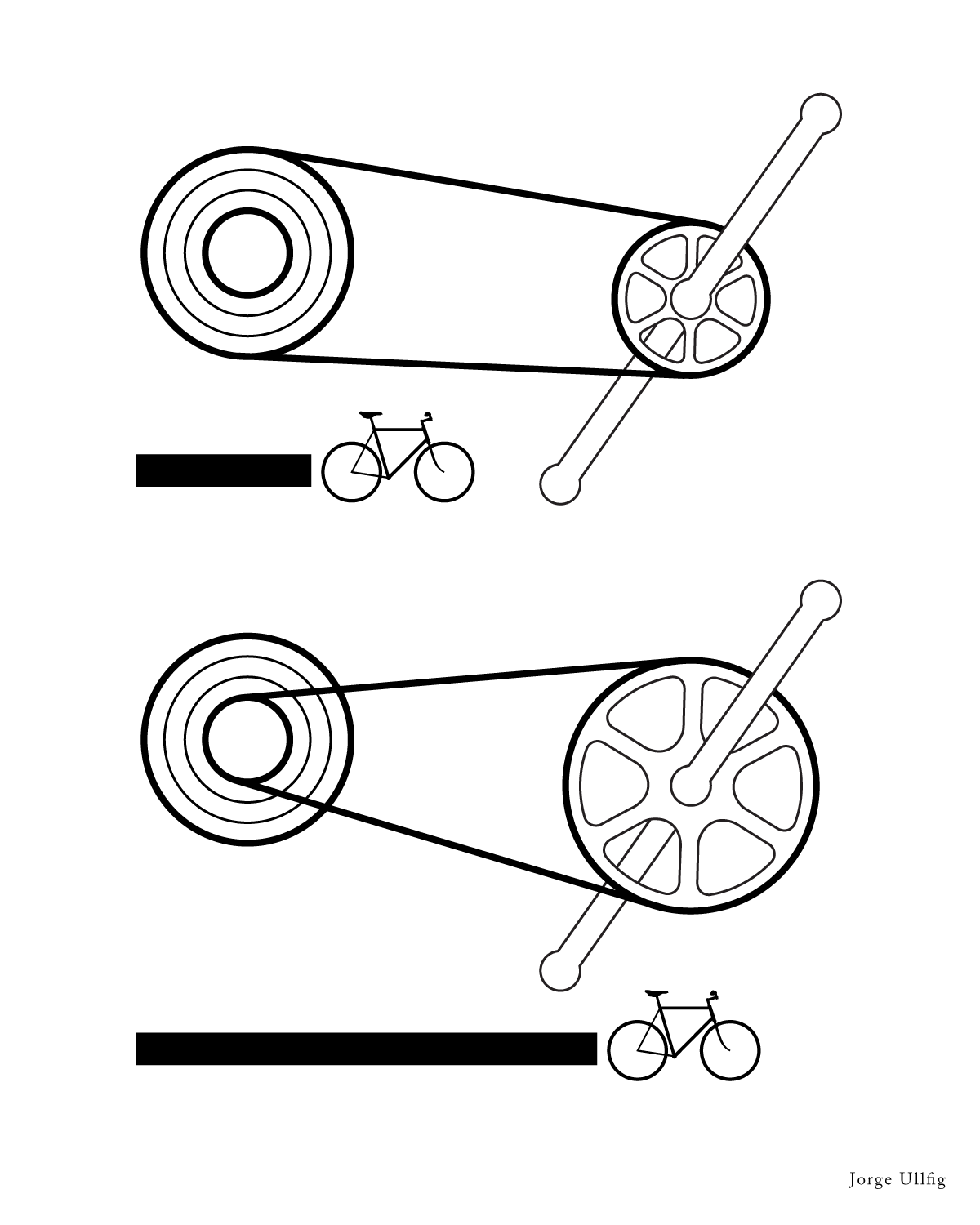
Desarrollo métrico

A los ciclistas a menudo les resulta útil contar con una representación numérica de la transmisión proporcionada por sus bicicletas. Esto les permite tomar decisiones significativas en la personalización de sus engranajes, y puede ser útil para comparar el rendimiento de una bicicleta con otra.
Hay varios sistemas para medir esto, entre ellos son los siguientes:

### Desarrollo métrico
El desarrollo métrico es la distancia, medida en metros, que viaja la bicicleta por una revolución de la manivela. Se calcula según la fórmula:
{\displaystyle {\text{Desarrollo métrico}}={\text{LC}}\times {\frac {\text{n}}{\text{m}}}={\frac {{\text{d}}\;\pi \;{\text{n}}}{\text{m}}}}
donde LC representa la longitud de circunferencia de la rueda motriz medida en metros, n el número de dientes del plato, m el número de dientes del piñón trasero trasera y d el diámetro de la rueda motriz en metros. Existen tablas con el desarrollo métrico de acuerdo con las características de la bicicleta (ver tabla calculadora →  www.campagnolo.com Archivado el 24 de septiembre de 2010 en Wayback Machine.).
| Plato →  | 36     | 40     | 44     | 48     | 52     | 56      |
| Corona ↓ |        |        |        |        |        |         |
| -------- | ------ | ------ | ------ | ------ | ------ | ------- |
| 12       | 6.48 m | 7.20 m | 7.92 m | 8.64 m | 9.36 m | 10.09 m |
| 13       | 5.98   | 6.65   | 7.31   | 7.98   | 8.64   | 9.31    |
| 14       | 5.56   | 6.17   | 6.79   | 7.41   | 8.03   | 8.64    |
| 15       | 5.19   | 5.76   | 6.34   | 6.92   | 7.49   | 8.07    |
| 16       | 4.86   | 5.40   | 5.94   | 6.48   | 7.02   | 7.56    |
| 17       | 4.58   | 5.08   | 5.50   | 6.10   | 6.61   | 7.12    |
| 18       | 4.32   | 4.80   | 5.28   | 6.17   | 6.24   | 6.72    |
| 20       | 3.89   | 4.32   | 4.75   | 5.19   | 5.62   | 2.05    |
| 22       | 3.54   | 3.93   | 4.32   | 4.71   | 5.11   | 5.50    |
| 24       | 3.24   | 3.60   | 3.96   | 4.32   | 4.68   | 5.04    |
| 26       | 2.99   | 3.33   | 3.66   | 3.99   | 4.32   | 4.65    |

### Pulgadas del engranaje (Gear inches)
Pulgadas del engranaje es un término utilizado por los ciclistas para describir el trabajo realizado al pedalear. Cuanto más alto es el valor de pulgadas del engranaje, más desplazamiento produce en la bicicleta una vuelta completa de las bielas y, por lo tanto, más resistencia hay al pedaleo. Las pulgadas del engranaje expresan la relación entre el diámetro de la rueda y el número de dientes del plato y de la corona trasera. Se calcula según la fórmula:
{\displaystyle {\text{gi}}={\text{d}}\times {\frac {\text{n}}{\text{m}}}}
donde gi representa las pulgadas del engranaje (gear inches), d el diámetro de la rueda motriz medido en pulgadas, n el número de dientes del plato y m el número de dientes de la corona trasera. Las tablas a continuación son para bicicletas de carretera con ruedas de 27 pulgadas de diámetro (32 - 630), y para las ruedas de 26 pulgadas de diámetro.
| Plato →  | 38   | 40   | 42   | 44   | 46    | 48    | 50    | 52    | 54    | 56    |
| Corona ↓ |      |      |      |      |       |       |       |       |       |       |
| -------- | ---- | ---- | ---- | ---- | ----- | ----- | ----- | ----- | ----- | ----- |
| 12       | 85.5 | 90.0 | 94.5 | 99.0 | 103.5 | 108.0 | 112.5 | 117.0 | 121.5 | 126.0 |
| 13       | 78.9 | 83.1 | 87.2 | 91.4 | 95.2  | 99.7  | 103.9 | 108.0 | 112.1 | 116.3 |
| 14       | 73.3 | 77.1 | 81.0 | 84.9 | 88.7  | 92.6  | 96.4  | 100.3 | 104.1 | 108.0 |
| 15       | 68.4 | 72.0 | 75.6 | 79.2 | 82.8  | 86.4  | 90.0  | 93.6  | 97.2  | 100.8 |
| 16       | 64.1 | 67.5 | 70.9 | 74.3 | 77.6  | 81.0  | 84.4  | 87.8  | 91.1  | 94.5  |
| 17       | 60.3 | 63.5 | 66.7 | 69.9 | 73.1  | 76.2  | 79.4  | 82.6  | 84.1  | 88.9  |
| 18       | 57.0 | 60.0 | 63.0 | 66.0 | 69.0  | 72.0  | 75.0  | 78.0  | 81.0  | 84.0  |
| 20       | 51.3 | 54.0 | 56.7 | 59.4 | 62.1  | 64.8  | 67.5  | 70.2  | 72.9  | 75.6  |
| 22       | 46.6 | 49.1 | 51.5 | 54.0 | 56.5  | 58.9  | 61.4  | 63.8  | 66.2  | 68.7  |
| 24       | 41.8 | 45.0 | 47.3 | 49.5 | 51.8  | 54.0  | 56.3  | 58.5  | 60.7  | 63.0  |
| 26       | 39.5 | 41.5 | 43.6 | 45.7 | 47.8  | 49.9  | 51.9  | 54.0  | 56.0  | 58.1  |

| Plato →  | 38   | 40   | 42   | 44   | 46   | 48    | 50    | 52    | 54    | 56    |
| Corona ↓ |      |      |      |      |      |       |       |       |       |       |
| -------- | ---- | ---- | ---- | ---- | ---- | ----- | ----- | ----- | ----- | ----- |
| 12       | 82.4 | 86.7 | 91.0 | 95.3 | 99.7 | 104.0 | 108.3 | 112.7 | 117.0 | 121.3 |
| 13       | 76.0 | 80.0 | 84.0 | 88.0 | 92.9 | 96.0  | 100.0 | 104.0 | 108.0 | 112.0 |
| 14       | 70.0 | 74.3 | 78.0 | 81.7 | 85.4 | 89.1  | 92.9  | 96.6  | 100.3 | 104.0 |
| 15       | 65.9 | 69.3 | 72.8 | 76.3 | 79.7 | 83.2  | 86.7  | 90.1  | 93.6  | 97.0  |
| 16       | 61.8 | 65.0 | 68.3 | 71.5 | 74.6 | 78.0  | 81.3  | 84.5  | 87.7  | 91.0  |
| 17       | 58.1 | 61.2 | 64.2 | 67.3 | 70.4 | 73.4  | 76.5  | 79.5  | 82.5  | 85.6  |
| 18       | 54.9 | 57.8 | 60.6 | 63.6 | 66.4 | 69.3  | 72.2  | 75.1  | 78.0  | 80.8  |
| 20       | 49.4 | 52.0 | 54.6 | 57.2 | 59.8 | 62.4  | 65.0  | 67.6  | 70.2  | 72.8  |
| 22       | 44.9 | 47.3 | 49.6 | 52.0 | 54.4 | 56.7  | 59.1  | 61.5  | 63.8  | 66.1  |
| 24       | 41.2 | 43.3 | 45.5 | 47.7 | 49.9 | 52.0  | 54.2  | 56.3  | 58.5  | 60.6  |
| 26       | 38.9 | 40.0 | 42.0 | 44.0 | 46.0 | 48.0  | 51.0  | 52.0  | 54.0  | 56.0  |

### Relación de ganancia (Gain ratio)
La relación de ganancia es el único sistema que toma en cuenta la longitud de la biela, dando un verdadero valor al efecto relativo de la carga de apalancamiento de la biela en las bicicletas con ruedas y bielas de diferente tamaño. La relación de ganancia tiene además la ventaja de poderse utilizar con cualquier unidad de medida, esto es, se trata de una relación pura, y no varía si se utilizan unidades métricas o pulgadas para calcularla.  Se calcula según la fórmula:
{\displaystyle {\text{Relación de ganancia}}={\frac {\text{d}}{\text{b}}}\times {\frac {\text{n}}{\text{m}}}}
donde d representa el diámetro de la rueda motriz, b la longitud de la biela medida en las mismas unidades de longitud que d, n el número de dientes del plato y m el número de dientes de la corona trasera.